# Emil Luukkonen
Emil Luukkonen, född 9 mars 1888 i Viborg, död 14 november 1952, var en finländsk skådespelare och teaterchef.
Han tilldelades 1948 Pro Finlandia-medaljen samt medverkade samma år i filmen Ihmiset suviyössä.

## Filmografi[3]
- Ihmiset suviyössä, 1948